# Namukulu
Namukulu ist einer der vierzehn Orte auf der Insel Niue. Die Insel ist seit 1974 durch einen Assoziierungsvertrag mit Neuseeland verbunden. Es ist das kleinste Dorf mit den wenigsten Einwohnern auf der gesamten Insel. Bei der Volkszählung 2017 zählte man in Namukulu 11 Einwohner.

## Geografie
Das Dorf befindet sich im Norden der Insel Niue im historischen Gebiet Motu und umfasst ein Gebiet von 1,48 km². Im Nordwesten verfügt der Ort über einen Meereszugang. Im Nordosten grenzt es an Hikutavake und im Süden an Tuapa.
Im Dorf gibt es ein Touristenzentrum und ein Restaurant.

## Geschichte
Das Dorf wurde 1922 von Menschen gegründet, die aus Tuapa zogen. Es feierte 2022 sein hundertjähriges Bestehen.